# Emeibambusångare
Emeibambusångare (Seicercus omeiensis) är en nyligen beskriven asiatisk fågelart i familjen lövsångare inom ordningen tättingar.

## Kännetecken

### Utseende
Emeibambusångare är liksom alla bambusångare en medelstor (11–12 cm) lövsångare med bred näbb, kraftiga borst kring näbben, gul undersida, grön ovansida och grått huvud med mörkare längsgående hjässband. Denna art är ett mellanting mellan systerbambusångare och gråkronad bambusångare, där det grå centrala hjässbandet har mycket lite inslag av blekgrönt. Även mängden vitt på stjärten är ett mellanting, ibland vita spetsar även på näst yttersta stjärtpenneparet, något som systerbambusångare aldrig uppvisar.

### Läten
Lätet är diagnostiskt, ett "chup" eller "chut" och dubblerat "chu-du" eller "chu-tu". Sången består av en kort serie olika visslade toner som varar i endast 0,6-1,3 sekunder.

## Utbredning och systematik
Emeibambusångaren förekommer i bergstrakter i östcentrala Kina, i norra Yunnan, Sichuan, Shaanxi, Hubei, Guizhou och troligen även södra Gansu. Vintertid flyttar den till Sydostasien. Den behandlas som monotypisk, det vill säga att den inte delas in i några underarter.
Fågeln beskrevs som ny art 1999. Den behandlades tidigare som en del av burkii-komplexet, som numera delas upp i ett flertal arter efter studier, förutom emeibambusångaren även systerbambusångare (soror), himalayabambusångare (valentini), grönkronad bambusångare (burkii) och gråkronad bambusångare (tephrocephalus).

### Släktestillhörighet
Bambusångarna placeras traditionellt i släktet Seicercus. DNA-studier visar dock att arterna i Seicercus inte är varandras närmaste släktingar, där vissa arter istället står närmare arter i Phylloscopus. Olika auktoriteter hanterar detta på olika vis. De flesta expanderar numera Phylloscopus till att omfatta hela familjen lövsångare, vilket är den hållning som följs här. Andra flyttar ett antal Phylloscopus-arter till ett expanderat Seicercus.

### Familjetillhörighet
Lövsångarna behandlades tidigare som en del av den stora familjen sångare (Sylviidae). Genetiska studier har dock visat att sångarna inte är varandras närmaste släktingar. Istället är de en del av en klad som även omfattar timalior, lärkor, bulbyler, stjärtmesar och svalor. Idag delas därför Sylviidae upp i ett antal familjer, däribland Phylloscopidae. Lövsångarnas närmaste släktingar är familjerna cettior (Cettiidae), stjärtmesar (Aegithalidae) samt den nyligen urskilda afrikanska familjen hylior (Hyliidae).

## Levnadssätt
Emeibambusångaren häckar i bergsskog på mellan 1200 och 2300 meters höjd. Den födosöker huvudsakligen i undervegetationen, på jakt efter insekter, även om inga studier har gjorts i detalj.

## Status och hot
Arten har ett stort utbredningsområde, men tros minska i antal, dock inte tillräckligt kraftigt för att den ska betraktas som hotad. Internationella naturvårdsunionen IUCN listar arten som livskraftig (LC).  Världspopulationen har inte uppskattats men den beskrivs som lokalt mycket vanlig.

## Namn
På svenska har arten även kallats Martens bambusångare.